# Sarawakodendron filamentosum
Sarawakodendron filamentosum es la única especie del género monotípico Sarawakodendron,  perteneciente a la familia de las celastráceas. Es  originaria de  Sarawak.

## Taxonomía
Sarawakodendron filamentosum fue descrita por Ding Hou y publicado en Blumea 15: 141. 1967.